# Constitución de Esparta

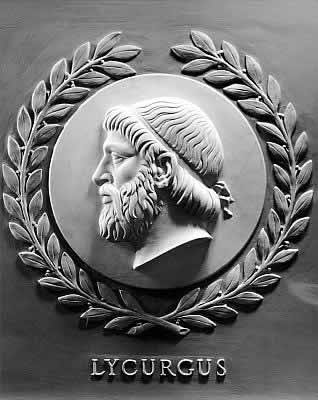
Relieve en mármol de Licurgo, uno de los 23 relieves de grandes legisladores en la cámara de representantes del Capitolio de los Estados Unidos. Tallada por C. Paul Jennewein en 1950.

La constitución de Esparta, también conocida como la Gran Retra (Del griego Μεγάλη Ῥήτρα, que literalmente significa "Gran Dicho" o "Proclamación"), es la ley fundamental que regía a los espartanos, atribuida a Licurgo. Instituida tras finalizar las guerras mesenias a finales del siglo VIII a. C., esta constitución tiene por objetivo:
- La administración de los ilotas y mesenios recién esclavizados.
- El establecimiento y reconocimiento de los migrantes dorios como nuevos habitantes de Esparta.
- Establecer un estado de carácter comunal y militarista espartano.[1]

La Gran Retra probablemente nunca fuera escrita, pues debió elaborarse a lo largo de las guerras mesenias, que hicieron entrar en crisis a la aristocracia y a la ciudad entera. A fin de garantizar su subsistencia se instituyó la «eunomia» o igualdad de todos ante la ley, con el propósito de eliminar privilegios y descontentos. Pero, a diferencia de Atenas, la eunomia espartana era sinónimo de una enorme disciplina. Todos los miembros de la ciudad tenían que hacer sacrificios, tanto la corona como la aristocracia y el pueblo. El sistema de Licurgo busca una simbiosis en la que coexistieran los diversos sistemas políticos conocidos en el ámbito griego: la diarquía (hay dos reyes), la oligarquía (se establece una «gerusía» o consejo de ancianos y un consejo de gobierno de los «éforos»).
Estas reformas permanecerían en vigor durante la mayor parte de la historia espartana.

## Orígenes de la reforma

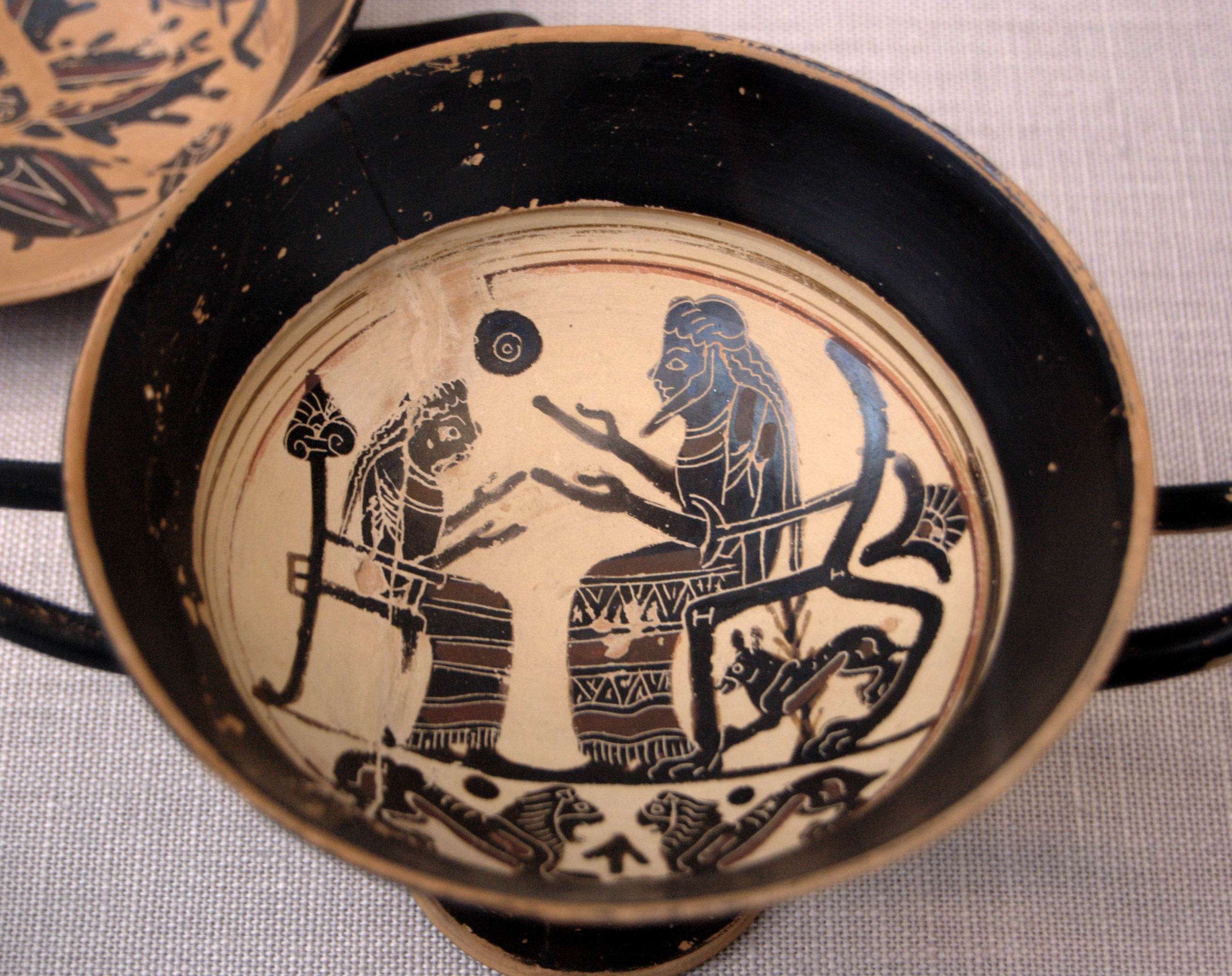
Copa espartana, 590 a. C.–550 a. C.

Tras la conquista de Mesenia en el siglo VIII a. C., la principal preocupación de los dorios, ahora reconocidos como espartanos, era la conformación de la primitiva Ciudad estado, y la amenaza que representaba una rebelión por parte de los mesenios, hechos Hilotas.
El legislador griego Licurgo decidió fortalecer la autoridad de los ciudadanos de Esparta para sofocar cualquier posible rebelión. Licurgo afirma que:

«La exitosa campaña contra Mesenia no debe su éxito a los ricos aristócratas, que cabalgaban egocéntricamente sobre sus enormes caballos; no, fueron los ciudadanos del común, los valerosos campesinos y soldados espartanos; que no tenían el dinero suficiente para comprar un caballo, en cambio; su poco dinero sólo les servía para comprar una lanza, una espada y un Hoplon; son ellos quienes se merecen todos los honores.»

Los pensamientos de Licurgo especializaron la nueva constitución en carácter militar y comunal.

## Características de la reforma
Varios aspectos de la reforma eran:

### Respecto al poder público
- La mayor parte de los poderes políticos y administrativos de Esparta estaría en manos de la Gerusía (también llamada la justicia de lo viejos), dirigida por hombres mayores de 60 años de edad, quienes tendrían rápida comunicación al Oráculo de Delfos, y tomarían cualquier decisión que atañera al conjunto de la ciudadanía espartana (homoioi).
- Esparta no tendría un único rey, sino dos reyes, es decir una diarquía, aunque se desconocen las razones originales que motivaron esta reforma. Ambos participaban en las decisiones internas, tendrían los mismos derechos y su autoridad sólo podía ser cuestionada o revocada por la aristocracia.
- Los reyes de Esparta recibían una educación igual a los demás espartanos, pero tan pronto finalizaban sus estudios recibía la instrucción necesaria para ocupar el poder.

### Respecto de los ciudadanos varones
- Todo ciudadano espartano nacía para la guerra, para proteger el estado y viviría en equidad con todos los ciudadanos de Esparta.
- Todo ciudadano espartano vestiría una túnica roja y llevaría el cabello largo para que se le identificase como tal.

#### Los primeros años de vida de un espartano

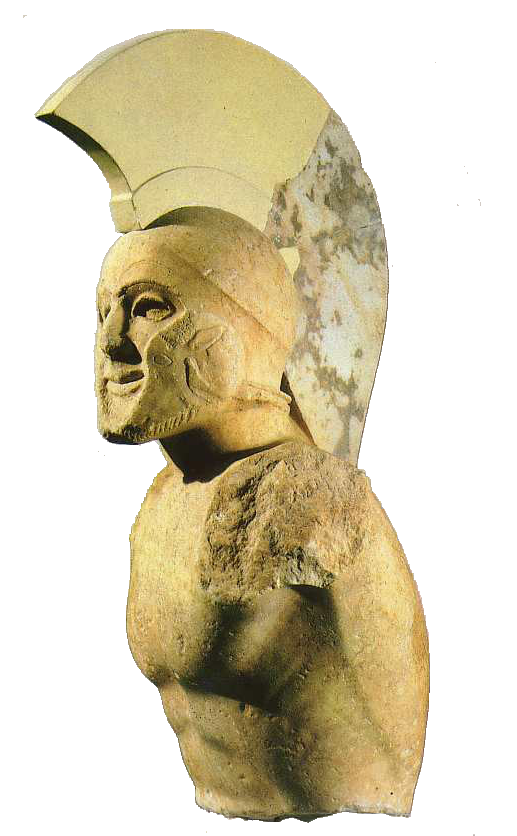
Busto de un hoplita espartano del Museo arqueológico de Esparta, Grecia.

En Esparta se consideraba que todo ciudadano le pertenecía y correspondía al estado, por lo que a lo largo de su vida los espartanos cumplían siempre una labor diferente en la sociedad:
Beodos los ancianos de la ciudad debían examinar al menor; si el bebé era considerado demasiado débil o deforme, era ejecutado para no manchar el nombre de Esparta.
- Desde que nacía, se le debía enseñar al niño espartano los aspectos de la sociedad. Epicuro afirmaba que:

«Todo niño debe ser formado desde un principio para ser parte de la élite espartana; así que: nada de pañales, nada de lloriqueos, ni siquiera zapatos; todo espartano debía tener buen comportamiento y debe demostrar carácter y valía desde su nacimiento.»

- Al cumplir siete años, los jóvenes espartanos debían partir de su hogar y ser educados en la comuna donde recibían su instrucción militar y civil, aprendían los principios de defensa y tomarían la definitiva identidad espartana.
- En la comuna no se servía comida. Por el contrario, se le enseñaba al joven espartano a escabullirse para robarle a los campesinos hilotas y así, de este modo desarrollar su sigilo. También se le enseñaba a volver a la comuna para no ser castigado.
- Si un joven espartano era atrapado fuera de la comuna, sería enjuiciado de acuerdo a las leyes de Licurgo:

«A un espartano no se le castiga por el delito de robar, puesto que, sino es capaz de robarle dos panes a un campesino, cómo podría entrar en un campamento enemigo.»

- Dentro de la comuna, los espartanos tenían que defenderse solos, especialmente de los otros jóvenes, que iniciaban un pleito que por lo general terminaba en la muerte a golpes de uno de los jóvenes.
- A partir de los doce años un joven espartano podía conseguir pareja.

#### La graduación
Cuando cumplía 21 años, el joven ya era considerado como «un legítimo ciudadano espartano» y se graduaba de la Agogé:
- Con 21 años, el espartano debía someterse a una última prueba: se enviaba a los estudiantes más destacados a lo largo de su instrucción en la comuna a las montañas del occidente de Lacedemonia, armados con una lanza y una daga. Tenían que regresar a Esparta con el cadáver de un ilota, para demostrar de este modo su identidad.
- A los dos graduados más exitosos de la comuna se los enfrentaba entre sí. Quien sobreviviese sería honrado con una posición en la guardia personal de 300 hombres de los reyes.

#### Tras graduarse
El resto de su vida un espartano formaba una familia y tenía total control sobre los esclavos. Toda su vida se dedicaría a su función militar hasta cumplir 60 años, cuando pasaba a formar parte de la aristocracia.

### Las mujeres espartanas

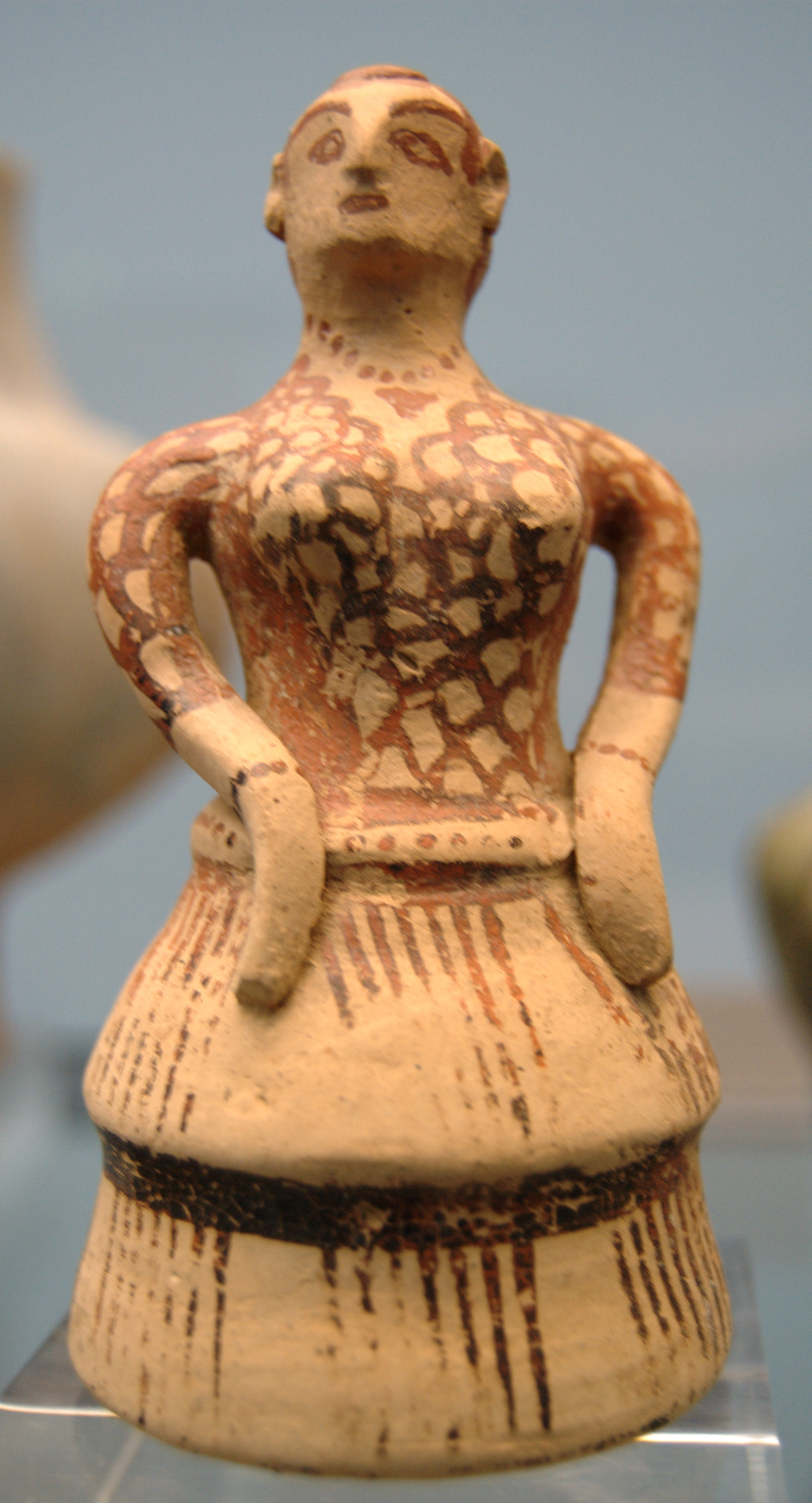
Estatuilla de una mujer ataviada con un vestido cretense encontrada en Esparta, c. 1400 a. C.

Las mujeres espartanas se educaban para poder formar un hogar:
- Eran educadas para poder educar a la próxima generación de ciudadanos espartanos.
- A la misma edad que los hombres, toda mujer espartana ingresaba en la comuna para poder ocuparse de la crianza.
- A los 12 años las jóvenes se convertían en espartanas, podían formar relaciones con los hombres y podían formar una familia.

### Los esclavos
Los esclavos eran considerados indignos en la sociedad espartana y de acuerdo con las leyes de Licurgo:

«Un verdadero espartano es el máximo ser humano; un espartano es tan digno que no necesitaba criar ganado, cosechar verduras, hornear panes, ni hacer prendas ni vasijas; esas tarea las harán los hilotas».

### Otras leyes
Otras leyes de la constitución espartana destacaban el carácter comunal de esta sociedad:
- Todos los ciudadanos de Esparta, mujeres y niños que no residiesen en la comuna debían presentarse tres veces al día en un comedor comunitario, donde la comida (sisitia) se servía por los ilotas.
- Menciona Plutarco en su tratado segundo acerca de comer carne (De esu carnium I-II), que en una de las tres ordenanzas de Licurgo, denominadas rhetrae, estableció que las puertas, así como sus marcos y los de las ventanas, y los techos de todas las casas se hiciesen utilizando únicamente sierra y hacha, con ninguna otra herramienta. Se imponía así la austeridad y sencillez, manteniendo lo superfluo alejado de la sobriedad de los hogares.